# Paraná Sport Club
Paraná Sports Club foi um clube brasileiro de futebol da cidade de Curitiba, estado do Paraná. O clube foi fundado por funcionários do "London Bank" e por ferroviários ingleses que trabalhavam na empreiteira "American Brazilian Engineering Co" responsável pela construção de ferrovias no Paraná. Possuía sua sede no Bairro Batel. . Durante os campeonatos paranaenses de 1917 e 1918  participou do campeonato fusionado com o América de Curitiba . Já em 1920  voltou a competir separadamente, sendo sua última aparição em 1926, quando é extinto..

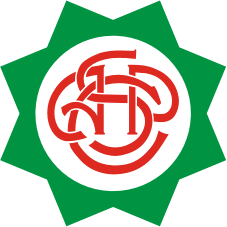
Escudo utilizado durante os anos de 1917 e 1918, quando estava fusionado com o América

## Títulos
| ESTADUAIS  | ESTADUAIS             | ESTADUAIS | ESTADUAIS                             |
| Competição | Competição            | Títulos   | Temporadas                            |
| ---------- | --------------------- | --------- | ------------------------------------- |
|            | Campeonato Paranaense | 1         | 1917 (como América-Paraná Sport Club) |

### Campanhas de destaque
| Paraná Sport Club     | Paraná Sport Club | Paraná Sport Club | Paraná Sport Club | Paraná Sport Club |
| Torneio               | Campeão           | Vice-campeão      | Terceiro colocado | Quarto colocado   |
| --------------------- | ----------------- | ----------------- | ----------------- | ----------------- |
| Campeonato Paranaense | 1 (1917)          | 1 (1915)          | Não possui        | 1 (1922)          |